# Pachetra fulminea
Pachetra fulminea är en fjärilsart som beskrevs av Fabricius 1781. Pachetra fulminea ingår i släktet Pachetra och familjen nattflyn. Inga underarter finns listade i Catalogue of Life.